# サール4型ミサイル艇
サールIV型ミサイル艇（英語: Sa'ar IV-class missile boat）は、イスラエル海軍のミサイル艇の艦級。レシェフ級（Reshef-class）とも称される。なお「レシェフ」（רשף）はヘブライ語で閃光を意味する。

## 来歴
イスラエルでは、1954年より艦対艦ミサイル（SSM）の開発を進めてきた。その進展を受けて、1962年からは西ドイツのリュールセン社と共同でミサイル艇の設計に着手、1967年から1969年にかけて、200トン級で40ノットという高速を発揮できるサールII/III型ミサイル艇10隻を整備した。
一方、1967年の第三次中東戦争によってシナイ半島がイスラエルの占領下に入ったことで、イスラエル海軍が防衛警備にあたる海岸線は5倍に伸び、従来重視されてきた地中海に加えて紅海での作戦も求められるようになった。紅海は地中海よりも海況が厳しく、従来のミサイル艇よりも堪航性に優れた艦艇が求められていた。また1967年にエジプトがチラン海峡を封鎖したことが第三次中東戦争の切掛の一つになったことを教訓に、モーシェ・ダヤン国防相は、紅海南端でアデン湾との境界となるバブ・エル・マンデブ海峡で作戦可能な戦力の整備を要望した。このことから、サールII/III型の実績を踏まえて、艦型を拡大して堪航性・独立行動能力を向上させた新型ミサイル艇として建造されたのが本型である。

## 設計
基地依存性からの脱却が求められたことから、サール型の派生型としてではなく、リュールセン社が当時設計していた大型艇をベースとした設計が採用され、満載排水量にして200トン、全長にして13メートルの大型化となった。これによって堪航性は大幅に向上し、1973年の第四次中東戦争の際には、就役直後であったにもかかわらず、ジブラルタル海峡・喜望峰を経由して、地中海から紅海アカバ湾への無寄港・大迂回航海（洋上補給を含む）が遂行された。ただし、主機関は新世代のMTU 16V956 TB91に更新されたとはいえ、合計出力はサールII/III型と変わらなかったことから、最大速力は32ノットに低下した。
艦型の拡大にともなって、主兵装となる艦対艦ミサイルの搭載数は増加した。当初設計では国産のガブリエル7発（3連装発射筒と4連装発射筒1基ずつ）の搭載が予定されていたが、実際の搭載数は6発に留められた。また1978年よりアメリカ製のハープーンの導入が開始され、ハープーンは連装発射筒を操舵室後方両舷に1基ずつ、ガブリエルはその後方に単装発射筒を6～8基搭載した。これに伴い、ハープーンの水平線超え（OTH）射撃能力を活用するため、1979年には「タルシーシュ」に仮設式のヘリコプター甲板が設置された。
対地艦砲射撃が想定されたこともあり、当初は船首・船尾甲板に62口径76mm単装速射砲を1基ずつ備えていた。その後、1983年に「レシェフ」が船首甲板の砲をファランクス20mmCIWSに換装したのを皮切りに、1985年までに全艇で同様の換装が行われた。また「ニッツホーン」および「コメミユート」では、換装までの間、一時的にボフォース 40mm機銃を装備していた。

## 同型艦一覧
先行するサールII/III型ミサイル艇はシェルブールのCMN社で建造された結果、フランスの武器禁輸措置の影響で引き渡しに困難を伴ったことを教訓として、本級は全艦がイスラエル国内で建造された。
| イスラエル海軍             | イスラエル海軍 | イスラエル海軍 | 退役後                                                             | 退役後                                                             | 退役後                                                             |
| 艦名                       | 進水           | 退役           | 再就役先                                                           | #                                                                  | 艦名                                                               |
| -------------------------- | -------------- | -------------- | ------------------------------------------------------------------ | ------------------------------------------------------------------ | ------------------------------------------------------------------ |
| レシェフ INS Reshef        | 1973年 2月19日 | 1997年         | チリ海軍                                                           | LM-34                                                              | アンガモス Angamos                                                 |
| ケシェット INS Keshet      | 1973年 8月2日  | 1981年         | チリ海軍                                                           | LM-31                                                              | チパーナ Chipana                                                   |
| ロマク INS Romach          | 1974年 1月     | 1979年         | チリ海軍                                                           | LM-30                                                              | カスマ Casma                                                       |
| キドン INS Kidon           | 1974年 9月     | 1994年         | 一部艤装はサール4.5型に再利用 船体は海没処分                       | 一部艤装はサール4.5型に再利用 船体は海没処分                       | 一部艤装はサール4.5型に再利用 船体は海没処分                       |
| タルシーシュ INS Tarshish  | 1975年 1月17日 | 1995年         | 一部艤装はサール4.5型に再利用 残余は予備部品用としてチリ海軍に売却 | 一部艤装はサール4.5型に再利用 残余は予備部品用としてチリ海軍に売却 | 一部艤装はサール4.5型に再利用 残余は予備部品用としてチリ海軍に売却 |
| ヤーフォ INS Yaffo         | 1975年 2月3日  | 1998年         | 一部艤装はサール4.5型に再利用                                      | 一部艤装はサール4.5型に再利用                                      | 一部艤装はサール4.5型に再利用                                      |
| ニッツホーン INS Nitzahon  | 1978年 7月10日 | 2014年         |                                                                    |                                                                    |                                                                    |
| アッツモウト INS Atsmout   | 1978年 12月3日 | 2014年         |                                                                    |                                                                    |                                                                    |
| モレデート INS Moledet     | 1979年 3月22日 | 2000年         | スリランカ海軍                                                     |                                                                    | SLNS Suranimala                                                    |
| コメミユート INS Komemiyut | 1978年 7月19日 | 2000年         | スリランカ海軍                                                     |                                                                    | SLNS Nandimitra                                                    |

このほかにも、南アフリカ海軍において、サール4型の改良型のミニスター型 (ウォリアー型) ミサイル艇が9隻導入された。